# Lucius Porcius Licinus (Konsul 184 v. Chr.)
Lucius Porcius Licinus war ein Mitglied des römischen Plebejergeschlechts der Porcier und 184 v. Chr. Konsul.

## Leben
Lucius Porcius Licinius, dessen Filiation durch die Fasti Capitolini bekannt ist, war der Sohn des gleichnamigen Prätors von 207 v. Chr., der im Zweiten Punischen Krieg an der für die Römer siegreichen Schlacht am Metaurus teilgenommen hatte.
Das erste bekannte Amt des cursus honorum von Lucius Porcius Licinus ist seine Prätur, die er 193 v. Chr. gemeinsam mit fünf weiteren römischen Adligen bekleidete, wobei ihm Sardinien als Provinz zugewiesen wurde. Bei seinen ersten Kandidaturen für das höchste Staatsamt konnte er sich nicht durchsetzen, doch war schließlich jene für das Konsulat von 184 v. Chr. von Erfolg gekrönt. Sein Amtskollege war Publius Claudius Pulcher. Wenig erfolgreich führten beide Konsuln einen Feldzug gegen die Ligurer. Im Verlauf dieses ligurischen Krieges gelobte Lucius Porcius Licinus der Göttin Venus Erycina einen Tempel, den sein gleichnamiger Sohn drei Jahre später, 181 v. Chr., in Rom vor der Porta Collina weihen sollte.
Über das weitere Schicksal des Lucius Porcius Licinus nach seinem Konsulat liegt keine Überlieferung vor.